# Клен (Калузька область)
Клен (рос. Клён) — село в Хвастовицькому районі Калузької області Російської Федерації.
Населення становить 24 особи. Входить до складу муніципального утворення Селище Єленський.

## Історія
Від 2004 року входить до складу муніципального утворення Селище Єленський

## Населення
1. Н/Д[2]